# Свалявский лесокомбинат
Свалявский лесокомбинат — промышленное предприятие в городе Свалява Свалявского района Закарпатской области Украины, прекратившее своё существование.

## История
Свалявский лесокомбинат был создан в 1958 году в райцентре Свалява в соответствии с шестым пятилетним планом развития народного хозяйства СССР.
В дальнейшем, в соответствии с семилетним планом развития народного хозяйства СССР (1959 - 1965 гг.) предприятие было расширено - были построены деревообрабатывающий цех, паро-сушильное хозяйство, а также обеспечена комплексная механизация складских работ. В 1964 году на лесокомбинате был введён в эксплуатацию цех древесно-стружечных плит, первым в СССР освоивший проектную мощность установленного оборудования. В дальнейшем, работники комбината внесли ряд рационализаторских предложений, позволивших повысить эффективность производства - так, инженер М. М. Брундяк разработал изменённую конструкцию одного из участков главного конвейера (которая позволила снизить количество брака и была введена на всех аналогичных предприятиях СССР), а начальник цеха Ю. В. Готько усовершенствовал сбрасыватель древесно-стружечных плит главного конвейера (что позволило увеличить производство плит на 450 м³ в год).
В конце 1965 года на лесокомбинате был введён в эксплуатацию мебельный цех, производственная мощность которого обеспечивала выпуск сборной мебели на сумму 12 млн. рублей в год (в ценах 1969 года).
В августе 1967 года комбинат освоил производство столовых мебельных гарнитуров с покрытием из полиэфирного лака.
В августе 1970 года Совет министров УССР принял решение о изменении номенклатуры выпускаемой продукции некоторых предприятий минлеспрома УССР - и с 1973 года специализацией Свалявского лесокомбината стало производство корпусной мебели и стульев.
В 1986 году был построен Дворец культуры Свалявского лесокомбината с залом на 800 мест (архитекторы А. Медвецкий и Н. Алексий).
В 1990 году группой работников комбината был разработан способ облагораживания поверхности изделий из древесины методом обработки поверхности изделий горячими полированными валками на замедленной скорости при температуре 150 градусов по Цельсию.
В целом, в советское время комбинат являлся одним из крупнейших предприятий города, на его балансе находились построенный в Сваляве Дворец культуры, санаторий-профилакторий "Кислый поток" в селе Стройное Свалявского района Закарпатской области и другие объекты социальной инфраструктуры.
После провозглашения независимости Украины государственное предприятие было преобразовано в закрытое акционерное общество.
В начале июля 2002 года хозяйственный суд Закарпатской области возбудил дело о банкротстве Свалявского лесокомбината, а 2 октября 2002 года - признал комбинат банкротом и открыл процедуру ликвидации предприятия.
В дальнейшем, предприятие начали разбирать на металлолом. 13 июля 2011 года при демонтаже подъемного крана погибли трое рабочих.